# Большая Чураковка
Больша́я Чурако́вка (каз. Большой Чураков) — село в Алтынсаринском районе Костанайской области Казахстана, административный центр Большечураковского сельского округа. Код КАТО — 393235100.

## География
Населённый пункт расположен в 4,7 километрах (по автодороге) к юго-востоку от районного центра села Убаганское, в 55 километрах к востоку от областного центра города Костаная. Соседние сёла: Убаганское в 4,7 километрах к северо-западу, Новониколаевка в 5 километрах к юго-востоку Осиповка в 9 километрах к востоку. Транспортное сообщение осуществляется автодорогой областного значения КР-14 Карасу — Большая Чураковка. Высота центра села — 189 метров над уровнем моря.

## История
Большечураковский переселенческий участок был образован в 1909 году, в урочище Айтока-уль или Айтоки-Чилик Аракарагайской волости Кустанайского уезда при заимке Чураковской:73, местоположение которой было определено на основе арендного договора между казахами Айтукиными и братьями Чураковыми. Согласно «Спискам населённых мест Тургайской области» 1910 года, «Большая Чураковка» располагалась в 50 верстах от уездного города Кустаная и имела при 80 дворах 480 человек. В январе 1911 года путём «открытии сельских обществ» на Большечураковском, Малочураковском, Силантьевском, Осиповском участках была образована русская Больше-Чураковская волость. К 1915 году состав волости пополнился следующими посёлками: Анфисовский, Захарьевский, Панинский, Милинский. 
Во время гражданской войны Кустанайский уезд вошёл в состав Челябинской губернии РСФСР. После установления на территории современной Костанайской области советской власти, постановлением Челябинского губисполкома от 16 сентября 1920 года Кустанайский уезд вошёл в состав Киргизской АССР, где 9 ноября 1920 года был передан в состав Оренбургско-Тургайской губернии:77. 1 апреля 1921 года из волостей Кустанайского уезда и части Орского уезда Оренбургско-Тургайской губернии в составе 7 районов была образована Кустанайская губерния:77. Больше-Чураковская волость вошла в состав Кустанайского района, который в 1922 году был образован в уезд:82—84. В сентябре 1925 года постановлением ЦИК Казахской АССР от 3 марта 1925 года Кустанайская губерния была упразднена, с последующим преобразованием всех уездов в один Кустанайский уезд:146—148. В сентябре 1925 года в состав Больше-Чураковской волости вошла Зуевская волость:146—148. На основании ВЦИК от 14 сентября 1925 года Кустанайский уезд был преобразован в Кустанайский округ:146—148. 17 января 1928 года ликвидируется волостное деление, Больше-Чураковская, Затобольская и части Боровской и Павловской волостей образуют Затобольский район с административным центром в городе Кустанай:150—151. 
В декабре 1930 года на основании постановления ВЦИК от 23 июля 1930 года ликвидируется окружное деление. Затобольский район переименован в Кустанайский, укрупнён за счёт присоединения к нему частей Аман-Карагайского, Боровского, Затобольского, Мендыгаринского, Убаганского районов:194—195. С 20 февраля 1932 года — в составе новообразованной Актюбинской области. 29 декабря 1935 года из юго-восточной части Кустанайского района и южной части существовавшего Убаганского района образуется Убаганский район с административным центром в посёлке Больше-Чураковском:223—224. С июля 1936 года — в составе Костанайской области:234.
Согласно составленному в 1923 году Списку населённых пунктов КССР, посёлок Больше-Чураковский являлся административным центром собственной Больше-Чураковской волости, куда помимо посёлка также входили 9 других населённых пунктов: Азарьевский, Захарьевский, Мало-Чураковский, Ново-Николаевский, Осиповский, Паникский, Рюбенский, Селантьевский и Ярославский. В посёлке при 174 хозяйствах проживало 1103 человек, а преобладающей национальностью являлись русские. По переписи 1939 года в Большой Чураковке проживало 1525 чел., в том числе из них: русские — 43,7 %, украинцы — 33,2 %, казахи — 18,7 %, немцы — 1,1 % и др.
На базе Затобольского, Кустанайского и Убаганского районов в 1963 году был создан Кустанайский сельский район с одновременной ликвидацией Убаганского района, в результате которого Большая Чураковка была передана в состав Кустанайского района. В 1985 году район был восстановлен, а в 1991 году был переименован в Алтынсаринский район. В 1986 году в качестве нового административного центра района было образовано село Убаганское:67.

## Население
| Численность населения | Численность населения | Численность населения | Численность населения | Численность населения | Численность населения | Численность населения | Численность населения |
| 1910                  | 1923                  | 1939                  | 1959                  | 1989                  | 1999                  | 2009                  | 2021                  |
| --------------------- | --------------------- | --------------------- | --------------------- | --------------------- | --------------------- | --------------------- | --------------------- |
| 480                   | ↗1103                 | ↗1525                 | ↗2657                 | ↗3170                 | ↘2011                 | ↘1647                 | ↘1443                 |

национальный состав
Национальный состав села Большая Чураковка согласно переписи населения 1939 года:
| национальность | численность (чел.) | процентное соотношение |
| -------------- | ------------------ | ---------------------- |
| русские        | 667                | 43,74 %                |
| украинцы       | 506                | 33,18 %                |
| казахи         | 284                | 18,62 %                |
| немцы          | 16                 | 1,05 %                 |
| татары         | 15                 | 0,98 %                 |
| корейцы        | 4                  | 0,26 %                 |
| другие         | 33                 | 2,16 %                 |
| всего          | 1525               | 100,00 %               |

Процентное соотношение численно-преобладающих национальностей согласно переписи 1989 года:
| Национальность | Процентное соотношение |
| -------------- | ---------------------- |
| русские        | 38 %                   |
| немцы          | 26 %                   |
| другие         | 36 %                   |

## Современное состояние
На 2016 год в селе — 18 улиц, на 2013 год — 432 дворов:73. В селе действует Большечураковская общеобразовательная школа, основанная в 1969 году. Местное самоуправление осуществляется аппаратом акима Большечураковского сельского округа. Действующий аким — Ғалым Берік Мерекеұлы. 